# Imposto do selo
O Imposto do Selo (IS) é um imposto sobre o património e sobre o consumo, e é o imposto mais antigo do sistema fiscal português.

## História
Foi criado por Alvará de D. Afonso VI de Portugal de 24 de dezembro de 1660, durante a Regência de D. Luísa de Gusmão, no contexto do financiamento da Guerra da Restauração. Deve o seu nome ao selo fiscal ou estampilha fiscal, usado nas escrituras notariais de transferência onerosa de propriedade para demonstrar o pagamento deste imposto ou taxa. Finda a Guerra, o imposto perdurou até à atualidade.

## Aplicação
Incide sobre todos os atos, contratos, documentos, títulos, livros, papéis e outros factos previstos na tabela geral, incluindo todas as transmissões de bens, onerosas ou gratuitas, que exijam contrato de transmissão, nomeadamente as dos bens imóveis e as de certos bens móveis, sendo pago pelo alienante, pagamento este feito em sede do boletim Modelo 1 do IS. De igual modo foi cobrado em tabaco, bebidas alcoólicas, medicamentos, cartas de baralho, licenças de caça, registro de armas de fogo, entre outros.
Apesar de José Manuel Durão Barroso ter dito que "Considero profundamente injusto que, até na morte, o Estado tribute. Acabar com o imposto sucessório é, pois, fazer justiça às famílias e ajudar a criar uma sociedade mais humana.", sendo as heranças consideradas uma transmissão gratuita de bens por morte, o antigo Imposto Sucessório foi meramente incorporado a 1 de janeiro de 2004 no Imposto do Selo, à taxa de 10% sobre o valor tributável da totalidade dos bens recebidos, com isenção para os herdeiros imediatos ou legítimos mas não para os herdeiros legitimários.
Até donativos ou prendas superiores a 500€00, embora com exceções, estando isentos os casos em que a doação é feita em linha direta de parentesco estritamente entre o casal (mesmo em união de facto), pais e filhos e avós e netos, independentemente da forma de transmissão (cheque, vale de correio, transferência bancária, dinheiro, etc), estão sujeitos ao pagamento do Imposto do Selo à taxa de 10% e obrigam, mesmo em caso de isenção, à informação às Finanças em sede de boletim individual Modelo 1 de participação de transmissões gratuitas, formulário ao qual se deve juntar os anexos I-03 e II-02, até ao fim do terceiro mês seguinte à doação, com menção da relação de parentesco existente entre quem dá e quem recebe, mesmo que somente o autor da doação ou o beneficiário seja residente em Portugal, sob pena de multa de 150€00 a 3.750€00, quer em caso de falta, quer em caso de mero atraso na declaração, e do pagamento do correspondente IS se for o caso, a somar-se à aplicação de mais uma multa, por falta de pagamento, a qual pode variar entre o valor do imposto, 10% da doação, e o seu dobro, 20% da mesma, aplicáveis através do rastreio e cruzamento de dados de transferências pelo Fisco. Em caso de o valor do imposto a pagar ser superior a 1.000€00, este poderá ser pago até um máximo de 10 prestações, de pelo menos 200€00 cada, cuja primeira deve ser liquidada no segundo mês após a notificação das Finanças e as restantes podendo sê-lo de 6 em 6 meses. Em caso de o pagamento ser efetuado a pronto, este pode ser feito até ao final do segundo mês após a notificação, com a aplicação dum desconto de 0,5% em cada prestação, com exceção da primeira. Se estes prazos estipulados não forem cumpridos, é aplicado o pagamento de juros de mora sobre o valor em falta. Este regime entrou em vigor desde a aprovação do Orçamento Retificativo de 31 de julho de 2005 de José Sócrates, que chegara ao Governo a 12 de março desse ano, e cujas contas logo derraparam, situação extraordinária que se mantém.